# Always There (Incognito-dal)
Az Always There című dal a brit acid-jazz együttes Incognito 1991. június 17-én megjelent kislemeze, mely az egyik legnagyobb sláger volt az Egyesült Királyságban. A dalban Jocelyn Brown vokálozik, akinek hangja kulcs a sikerhez.

## Megjelenések
12"  UK Talkin' Loud – TLKX 10, Talkin' Loud – 868 359-1
- A	Always There (12" Mix)  Remix, Producer [Additional] – David Morales, Written-By – P. Allen, R. Laws, W. Jeffrey 6:38
- B1	Always There (Dub Zone Mix)  Remix, Producer [Additional] – David Morales, Written-By – P. Allen, R. Laws, W. Jeffrey 6:06
- B2	Journey Into Sunlight Mixed By – Jean Paul Maunick*, Simon Cotsworth, Written-By – J.P. Maunick 4:06

## Kritikák
A Music & Media ezt írta a dalról: „A számos mai dance előadó közül csak az igazán jó énekesek tudnak egy dalt az átlag fölé emelni. Köszönhetően Jocelyn Brown vendég énekesnek itt pontosan ez történik.”

## A dal eredete
Az Always There című kislemez egy 1975-ben megjelent Side Effect dal, melynek Wayne Henderson a The Crusanders volt a producere. A dal vokális változatát 1976-ban vették fel. A dal csupán az amerikai Billboard Dance Club Song listán a 20., míg Hot R&B listán az 56. helyig sikerült jutnia.

## Slágerlista
| Slágerlista (1991)                            | Legjobb Helyezés |
| --------------------------------------------- | ---------------- |
| Belgium (Ultratop 50 Flanders)                | 8                |
| Európa (Eurochart Hot 100)                    | 21               |
| Franciaország (Single Top 100)                | 48               |
| Németország (Official German Charts)          | 20               |
| Írország (IRMA)                               | 25               |
| Hollandia (Dutch Top 40)                      | 3                |
| Hollandia (Single Top 100)                    | 2                |
| Svédország (Sverigetopplistan)                | 19               |
| Svájc (Schweizer Hitparade)                   | 8                |
| Egyesült Királyság (Official Charts Company)  | 6                |
| Egyesült Államok (Billboard) Dance Club Songs | 31               |
| Egyesült Államok (DSS)                        | 17               |
| Slágerlista (1996)                            | Legjobb Helyezés |
| Európa (Eurochart Hot 100)                    | 68               |
| US Billboard Hot Dance Club Play              | 31               |